# Léon Roche

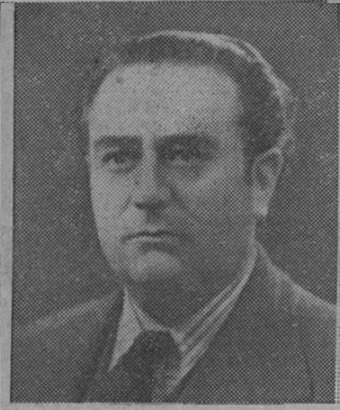
Leon Roche

Léon Roche (* 29. Juni 1895 in Oradour-sur-Vayres; † 26. Juni 1944 in Paris) war ein französischer Politiker während der Dritten Republik und Widerstandskämpfer während der Deutschen Besetzung Frankreichs im Zweiten Weltkrieg. Er stimmte am 10. Juli 1940 gegen die diktatorischen Vollmachten für Marschall Pétain.

## Leben
Léon Roche war Landwirt und Mitglied der Section française de l’Internationale ouvrière (SFIO). Zu Beginn der 1920er Jahre folgte er seinem Vater (einem Arzt) im Bürgermeisteramt und im Generalrat von Oradour nach. Er wurde 1932 zum Abgeordneten gewählt und 1936 wiedergewählt. Im Parlament gehörte der Kommission für das allgemeine Wahlrecht (Suffrage universel) an.
Am 9. Juli 1940 stimmte er zusammen mit seinen Kollegen Jean Biondi (SFIO) und Alfred Margaine (PRRRS) gegen den Grundsatz einer Verfassungsänderung. Seine letzte Rede hielt er 1939 anlässlich einer Debatte über einen Gesetzesvorschlag über die Schuhindustrie und den Schuheinzelhandel, in der er deren Reorganisation forderte.
Léon Roche gehörte zu den 80 Parlamentariern, die am 10. Juli 1940 in Vichy Marschall Pétain die verfassungsgebenden Vollmachten verweigerten. Danach engagierte er sich in der Résistance, beteiligte sich am Wiederaufbau der SFIO (Comité d’action socialiste, später SFIO clandestine) und arbeitete in Verbindung mit dem Conseil national de la Résistance.
Er starb kurz vor der Befreiung von Paris. Er wurde zunächst auf dem Friedhof Montparnasse in Paris beigesetzt und 1947 auf den Friedhof seiner Heimatgemeinde umgebettet. In mehreren französischen Orten sind Straßen nach ihm benannt (z. B. in Limoges die rue Léon-Roche und in Oradour-sur-Vayres die place Léon-Roche).